# 锯塘鳢属
锯塘鳢属为鰕虎鱼目鰕虎鱼亚目塘鱧科下的一个属。

## 下属物种
- 粗吻鋸塘鱧(Prionobutis dasyrhynchus)
- 小眼鋸塘鱧(Prionobutis microps)

## 扩展阅读
- 維基物種上的相關：锯塘鱧属
- WoRMS数据：http://www.marinespecies.org/aphia.php?p=taxdetails&id=204695 （页面存档备份，存于）